# Léon Vaganay
Léon Vaganay, né le 22 octobre 1882 à Saint-Étienne et mort le 30 mars 1969 à Vernaison, est un prêtre et exégète catholique qui enseigna à la faculté de théologie de l'université catholique de Lyon.

## Biographie
Ordonné prêtre en 1905, Léon Vaganay, qui a fait des études de théologie, enseigne l'histoire dans différents établissements secondaires de la région lyonnaise. Après la première guerre mondiale, au cours de laquelle il est mobilisé, il devient aumônier auprès de plusieurs congrégations religieuses féminines.
Ses travaux l'ayant fait remarquer, il est nommé Maître de conférences en 1927 à la faculté de théologie de l'université catholique de Lyon où il demeurera en poste jusqu'en 1952 avant que lui succède son élève Jean Duplacy. Léon Vaganay est par ailleurs l'auteur de nombreux articles et comptes-rendus d'ouvrages dans des revues scientifiques.

### Ouvrages
- L'Évangile de Pierre, éd. J. Gabalda, 1930
- Initiation  à la critique textuelle du Nouveau Testament, 2e édition, revue et actualisée par  Christian-Bernard Amphoux, éd. Cerf, 1986 (prem. édit. 1933)
- Le problème synoptique : une hypothèse de  travail, éd. Desclée de Brouwer, 1954

### Articles
- La Finale du quatrième Évangile, in Revue biblique no 45, octobre 1936, p. 512-528

## Sources partielles
- Maurice Jourjon, article Léon Vaganay in Jean-Marie Mayeur, Xavier de Montclos, Dictionnaire du monde religieux dans la France contemporaine, éd. Beauchesme, 1994, vol. VI, p. 403-404, article en ligne